# Герб Лозівського району
Герб Лозівсько́го райо́ну — офіційний символ Лозівського району Харківської області.

## Опис
Геральдичний щит з золотим кантом має форму чотирикутника із заокругленими нижніми кутами і загостренням в основі. На пурпуровому тлі щита з обох боків розташовані два злакових колоси та вигнута вправо гілка лози в центрі, які об'єднує блакитна стрічка. У центрі герба вміщене графічне зображення сокола з перехрещеними в лапах стрілами вістрями вправо.
Щит обрамлений срібним патинованим картушем у вигляді стародавніх пергаментних згортків (грамот) і увінчаний розгорнутою сучасною книгою.

## Значення символів
Форма щита типова для Слобідської України XVIII століття (наприклад, щит герба м. Харкова 1887 р., 1968 р., щит губернського герба м. Харкова 1878 р., м. Чугуєва 1781 р., м. Ізюма 1776 р., м. Змійова 1803 тощо).
Тло пурпурового кольору вказує на його козацьке походження, оскільки нинішній Лозівський район майже повністю розміщений на колишній славній території Орільської козацької паланки (району), яка входила до Нової Січі (1734—1755 р.р.). Прапор війська Запорізького мав також малиновий колір.
Зображення двох злакових колосків вказує, що основне заняття трудівників району — виробництво сільськогосподарської продукції. Їхній золотий колір відображає багатство і велич краю, а наявність блакитної стрічки відтворює символ духовності і вірності.
Гілка лози є основним історичним символом району, від цього слова пішли топонімічні назви в Лозівському районі (річка Лозова, село Лозова, станція та місто Лозова).
Зображення сокола з перехрещеними в лапах стрілами символізує хоробрість, сміливість і далекоглядність, які вселяють в людей надію і спокій за своє життя, за рідний край. Це зображення сокола було покладено в центр гербової печатки колишньої козацької паланки, в склад якої входили майже всі землі теперішнього Лозівського району (крім його північної частини).
Розгорнута книга та вінок зі старовинних пергаментних згортків, який обрамлює щит, відображає високу духовність лозівчан, їх потяг до знань і культури, мистецтва і науки, глибокі культурні традиції, започатковані предками і збережені сьогоднішнім поколінням, віками бережливо передавані від роду до роду в цілому.